# Jaime Morera y Galicia

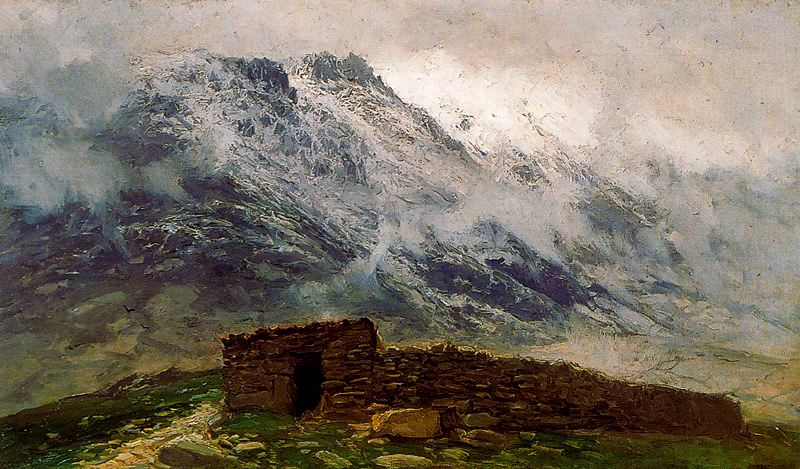
Guadarrama

Jaime Morera y Galicia, kat. Jaume Morera i Galícia (ur. 1854 w Lleidzie, zm. 1927 w Madrycie) – hiszpański malarz pejzażysta pochodzący z Katalonii tworzący na przełomie XIX i XX wieku.
Studiował na Królewskiej Akademii Sztuk Pięknych św. Ferdynanda w Madrycie. Studiował również w Rzymie z artystami takimi jak Francisco Pradilla, Casto Plasencia, Manuel Castellano, Eduardo Sánchez Solá i Alejandro Ferrant y Fischermans. Jego nauczycielem pejzażu był Carlos de Haes.